# Frangipane-Creme

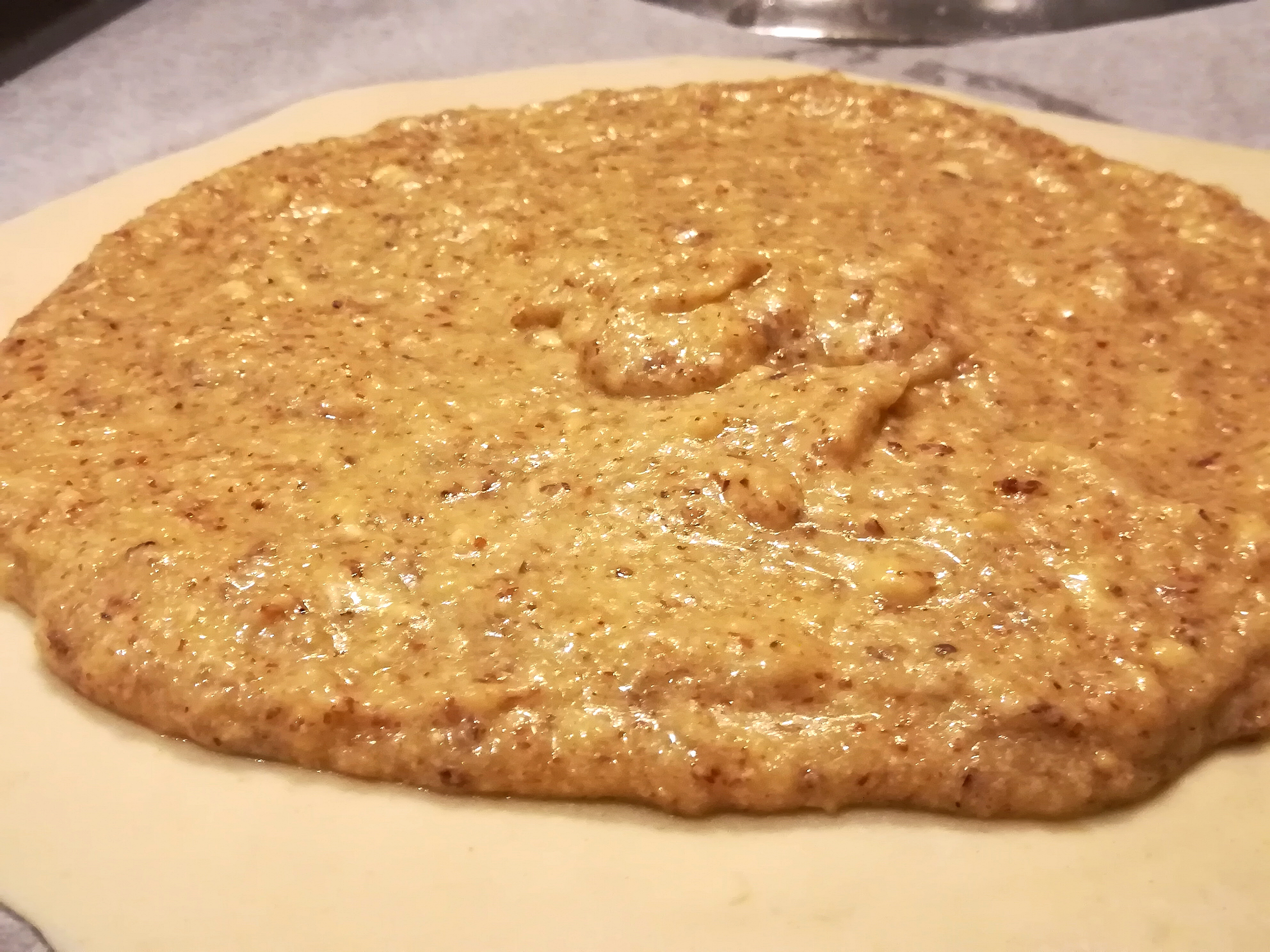
Rohe Frangipancreme-Füllung

Als Frangipani-Creme (auch Frangipancreme, frz. Crème Frangipane) bezeichnet man eine Standardcreme in der Lebensmittelherstellung. Sie wird als Füllmasse für Backwaren auf Mandelbasis verwendet.
Für die Zubereitung wird eine Konditorcreme (Vanillecreme) vorbereitet. Zusätzlich werden Makronen zerstoßen und mit kalter Butter vermischt. Anschließend rührt man die Buttermischung unter die abgekühlte Creme.
Eine weitere Zubereitung besteht aus einer Creme aus Mehl, Zucker und Eiern, die mit Marzipan vermischt ist. Meist handelt es sich um eine gekochte Creme; es gibt aber auch Rezepte, bei denen die Grundmasse in Backwaren eingearbeitet und gemeinsam mit dem Teig gebacken wird.

## Varianten

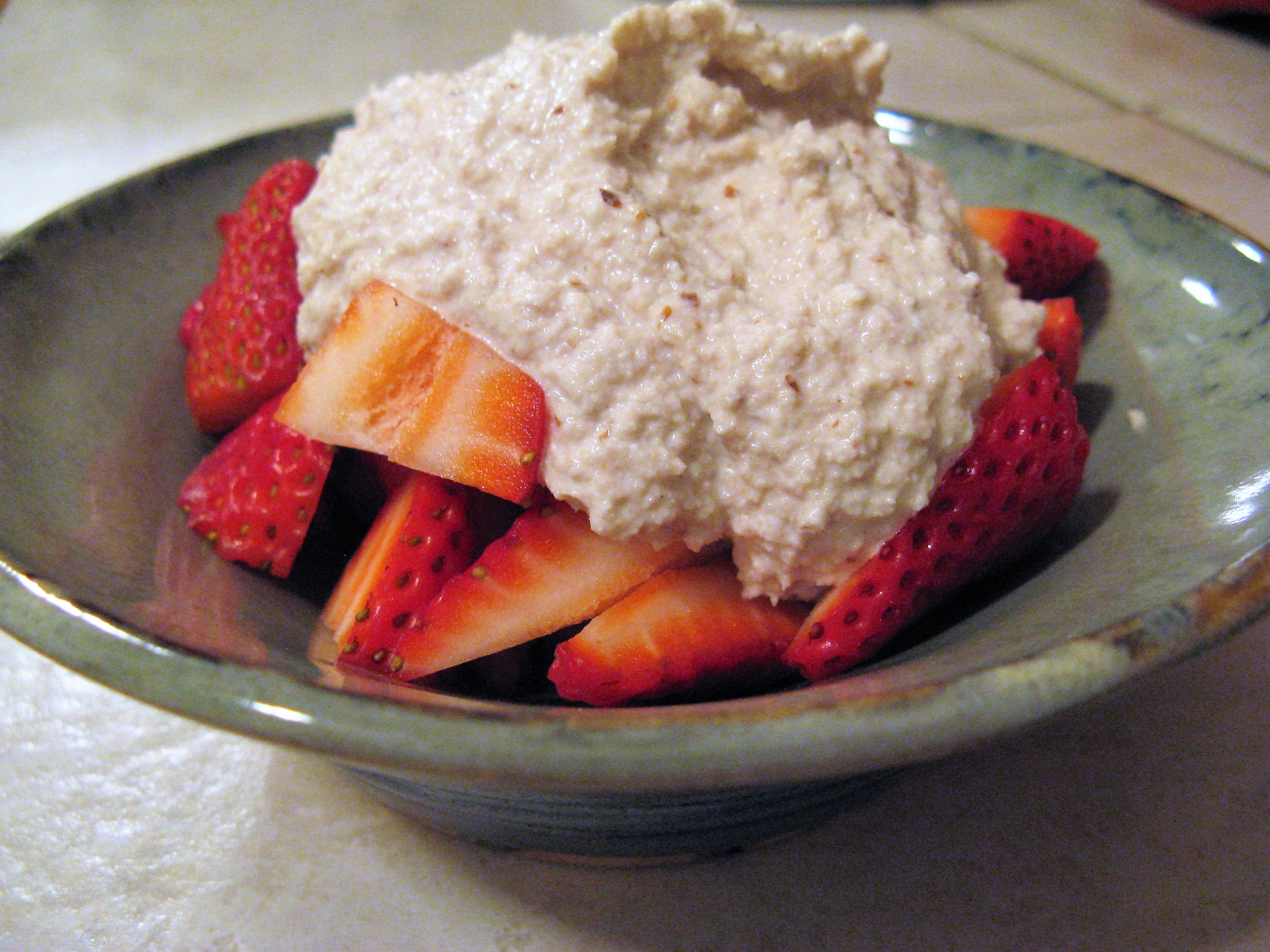
Süßspeise aus frischen Erdbeeren mit einer „Haube“ aus roher Frangipancreme, die mit geriebenen Mandeln zubereitet wurde

- Als Süßspeise in Kombination mit frischem Obst und Obstkompott
- Als Süßspeise mit Schokoladensauce oder säuerlicher Konfitüre bzw. Konfitfrüchten
- Als Kuchenfüllung, der häufig mit Schokolade glasiert wird.[3]
- Für Kuchen als Creme auf vorgebackenen Böden und mit Früchten belegt, z. B. Crostata Tutti Frutti
- Ein Teil des Mehls wird gegen geriebene Mandeln ausgetauscht, die Creme wird abschließend mit Amaretto oder Cognac aromatisiert
- Für eine Mocca-Crème vermischt man die Frangipane mit Kaffee-Essenz oder starkem Mokka